# ケプラー24b
ケプラー24b(英:Kepler-24b)はケプラー24を周回する系外惑星である。

## 概要
この惑星は、2012年1月にケプラー望遠鏡によって発見された。わずか0.080天文単位離れてケプラー24を周回している。
8.145日ごとに1周、公転する。